# Sprotten
Sprotten (Sprattus) sind eine Gattung mariner, pelagisch lebender Heringe (Clupeidae). Sie sind Schwarmfische, ernähren sich von Plankton und werden etwa 12 bis 20 Zentimeter lang. Vier der fünf Arten leben in gemäßigten und subtropischen Meeren der südlichen Erdhalbkugel, lediglich die Europäische Sprotte (Sprattus sprattus) kommt mit zwei Unterarten im nördlichen Atlantik, im Mittelmeer, dem Schwarzen Meer und der Ostsee vor; sie gehört zu den wichtigen europäischen Nutzfischen. Bei Sprotten, die in kaltem Wasser leben, ist die Anzahl der Wirbel höher als bei den Bewohnern wärmerer Gewässer, ein Phänomen, das sie mit den Echten Heringen und anderen verwandten Gattungen teilen.

## Arten
- Sprattus antipodum (Hector, 1872)
- Falklandsprotte (Sprattus fuegensis) (Jenyns, 1842)
- Sprattus muelleri (Klunzinger, 1879)
- Sprattus novaehollandiae (Valenciennes, 1847)
- Ostseesprotte (Sprattus sprattus balticus) (Schneider, 1908)
- Europäische Sprotte (Sprattus sprattus sprattus) (Linnaeus, 1758)

## Nährwert
Geräucherte Sprotten gehören zu den Nahrungsmitteln mit dem höchsten Puringehalt. Von Gicht oder erhöhtem Harnsäurespiegel im Blut Betroffene sollten daher den Genuss von Sprotten vermeiden.